# Monastero di Petraki
Il monastero dei Santi Incorporei Tassiarchi, comunemente conosciuto come monastero di Petraki (in greco Μονή Πετράκη?) è un monastero greco, sede del Santo Sinodo della Chiesa di Grecia. Il monastero si trova ad Atene, nel quartiere di Ambelokipi. Il monastero venne costruito tra il XIII ed il XIV secolo.